# Сдвиговая атака
Сдвиговая атака (англ. slide attack) – криптографическая атака, являющаяся, в общем случае, атакой на основе подобранного открытого текста, позволяющая проводить криптоанализ блоковых многораундовых шифров независимо от количества используемых раундов. Предложена Алексом Бирюковым и Дэвидом Вагнером в 1999 году.

## История создания
Впервые идея создания сдвиговой атаки появилась у Эдны Гроссман и Брайана Такермана в 1977 году. Соответствующий отчет был опубликован совместно с IBM. Гроссман и Такерман смогли показать возможность атаки на достаточно слабый шифр New Data Seal (NDS). Атака использует тот факт, что шифр в каждом раунде только перемешивает один и тот же ключ, используя одинаковую таблицу в каждом раунде. Использование открытых текстов позволяет обойти это и позволяет считать самой ранней версией атаки сдвига.
В 1990 году был предложен дифференциальный криптоанализ, продемонстрировавший уязвимость многораундовых DES-подобных криптосистем. Одним из способов обеспечения их криптостойкости стало увеличение числа используемых раундов, которое повышало вычислительную сложность атаки пропорционально их количеству. Использование данного улучшения для многих алгоритмов шифрования основывалось, в частности, на эмпирическом суждении, что любые, даже довольно слабые шифры, можно сделать криптостойкими, многократно повторяя операции шифрования:

За исключением лишь некоторых вырожденных случаев, алгоритм можно сделать сколь угодно криптостойким путём увеличения числа раундов.
Оригинальный текст (англ.)Except in a few degenerate cases, an algorithm can be made arbitrarily secure by adding more rounds.
— B. Preneel, V. Rijmen, A. Bosselears: Principles and Performance of Cryptographic
Algorithms
Так, например, некоторые шифры, предложенные в качестве кандидатов на конкурс AES в 1997 г., имели достаточно большое число раундов: RC6(20),  MARS(32), SERPENT(32), CAST(48).
Однако в 1999 г. была опубликована статья Алекса Бирюкова и Дэвида Вагнера с описанием сдвиговой атаки, которая опровергла данное предположение. Особенностью данной атаки являлось то, что она не зависела от количества раундов шифра; для её успешности требовались только идентичность раундов и возможность криптоанализа функции шифрования на отдельном раунде. В статье также было описано применение данной атаки к шифру TREYFER и упрощенным версиям шифров DES (2K-DES) и BLOWFISH.
В 2000 году была опубликована вторая статья, в которой были продемонстрированы улучшенные версии сдвиговой атаки – “Sliding with a twist” и “Complementation slide”, позволяющие распространить её на шифры, раунды которых имеют небольшие отличия. Так, с помощью данных улучшений были взломаны некоторые модификации шифра DES, а также упрощенная 20-раундовая версия стандарта шифрования ГОСТ 28147-89.

## Общее описание

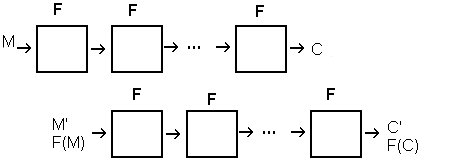
Атака на блочный шифр Рис.1 Сдвиговая атака

В простейшем случае, сдвиговая атака применяется к алгоритмам шифрования, представляющим собой многократное повторение некоторой функции шифрования {\displaystyle F}, на вход которой на каждом раунде подается зашифрованный текст (результат шифрования на предыдущем раунде) и некоторый раундовый ключ {\displaystyle K}, одинаковый для всех раундов.
Главными требованиями для успешной реализации данной атаки являются:
1. Идентичность раундов (что гарантируется использованием одной и той же функции {\displaystyle F} и одного и того же ключа {\displaystyle K} на каждом раунде)
2. Возможность простого нахождения ключа {\displaystyle K}, зная текст на входе {\displaystyle P} и текст на выходе {\displaystyle F(P)} некоторого раунда

#### Сдвиг с дополнением (Complementation slide)

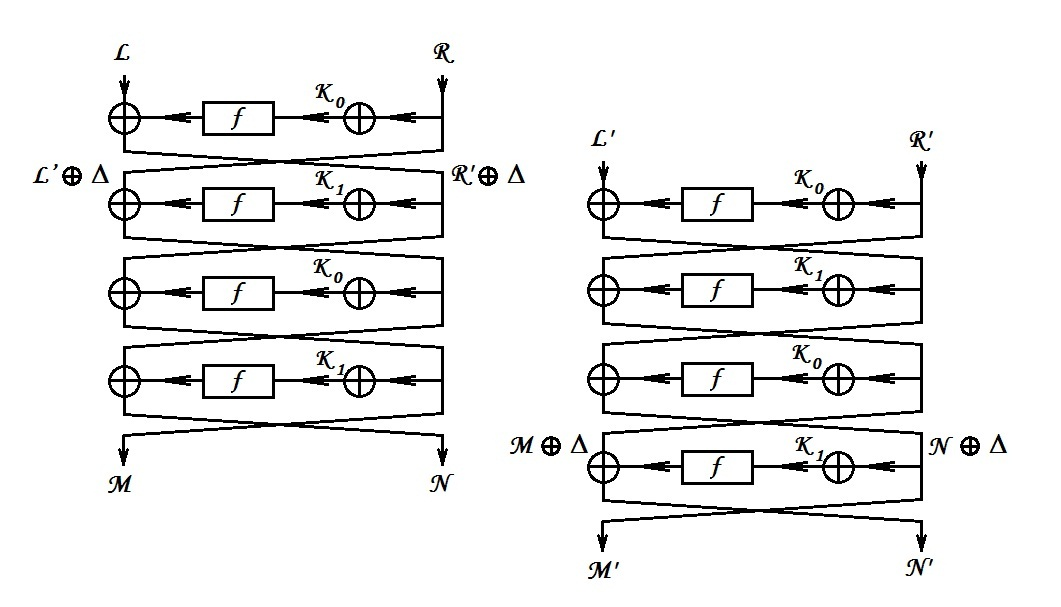
Рис.2 Сдвиг с дополнением (complementation slide)

#### Сдвиг с поворотом (Sliding with a twist)

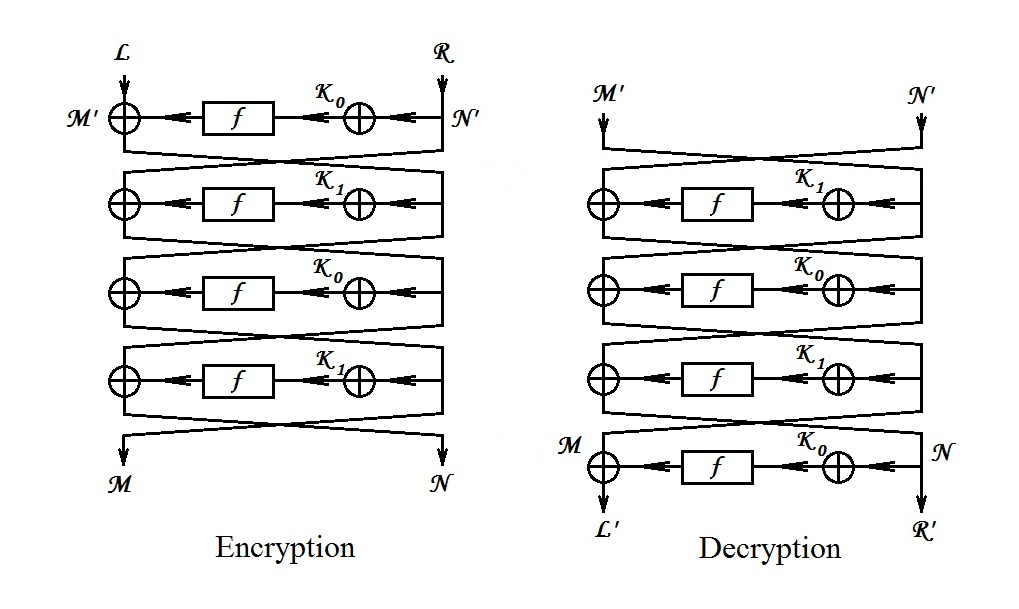
Рис.3 Сдвиг с поворотом (Sliding with a twist)

### Алгоритм простейшей атаки
Шаг 1. Возьмем некоторый открытый текст {\displaystyle M} на входе и соответствующий ему шифротекст {\displaystyle C} на выходе алгоритма шифрования.
Шаг 2. Возьмем некоторый другой открытый текст {\displaystyle M'} и соответствующий ему шифротекст {\displaystyle C'} такие, что пара {\displaystyle (M',C')} отлична от уже выбранной пары {\displaystyle (M,C)}.
Шаг 3. Предположим, что {\displaystyle M'} связан с {\displaystyle M} соотношением {\displaystyle M'} = {\displaystyle F(M)}, и {\displaystyle C'} связан с {\displaystyle C} соотношением {\displaystyle C'=F(C)}, т.е. {\displaystyle M'} и {\displaystyle C'} являются результатами однораундового шифрования {\displaystyle M} и {\displaystyle C} соответственно. Назовем такую пару {\displaystyle (M,C),(M',C')} «сдвиговой парой» (slid pair). Используя утверждение о том, что ключ шифрования можно легко вычислить, зная текст на входе {\displaystyle P} и текст на выходе {\displaystyle F(P)} некоторого раунда, вычислим ключ на первом раунде шифрования {\displaystyle K_{first}} по соотношению {\displaystyle M'=F(M)}, и ключ на последнем раунде шифрования {\displaystyle K_{last}} по соотношению {\displaystyle C'=F(C)}.
Шаг 4. Проверим равенство {\displaystyle K_{first}=K_{last}}. Т.к. по условию все раундовые ключи одинаковы, то данное равенство должно выполняться, иначе предположение, сделанное на шаге 3 неверно, и необходимо вернуться к шагу 2, исключив проверенную пару {\displaystyle (M',C')} из списка возможных кандидатов. Выполнение равенства {\displaystyle K_{first}=K_{last}} свидетельствует о том, что ключ {\displaystyle K=K_{first}=K_{last}} потенциально является искомым раундовым ключом.
Шаг 5. Для проверки найденного ключа {\displaystyle K} на ложноположительность следует его подставить в алгоритм шифрования и проверить правильность работы на нескольких различных заведомо известных парах «открытый текст – шифротекст». Несмотря на то, что прохождение неверным ключом данной проверки возможно, в случае хороших шифров вероятность этого крайне мала, а значит проверенный ключ с высокой долей вероятности является искомым раундовым ключом. Таким образом, в случае успешной проверки объявляем ключ {\displaystyle K} искомым, иначе возвращаемся к шагу 2, исключив проверенную пару {\displaystyle (M',C')} и ключ {\displaystyle K} из списка возможных кандидатов.